# Stichting Timboektoe
De Stichting Timboektoe was een te Naarden gevestigde stichting, die begin jaren negentig is opgericht door de programmamaker Burny Bos. Hij kwam op het idee om prentenboeken te verfilmen en vervolgens op video uit te brengen. Volgens Burny Bos kijken kinderen steeds meer televisie en daarom kan men de verhalen het best op deze manier uitbrengen.
De allereerste video die Stichting Timboektoe uitbracht was in 1990 een video met als titel De drie rovers, een video met 5 spannende prentenboekverfilmingen. Hierna volgde er nog meer. De video's werden uitgebracht in de reeks Children's Circle. Jaren later zijn de video's opnieuw uitgebracht in de Drommie videoreeks door Warner Bros.
Naast de video's heeft Timboektoe ook luisterboeken op cd's en cassettes uitgebracht.
Het logo van Timboektoe bestond uit een kameel die een rood boek met water bij zich droeg waaruit hij de verhaaltjes haalde.

## Tv-serie
In de jaren negentig van de 20e eeuw zond de Nederlandse omroep de AVRO wekelijks in het programma "Naar Timboektoe" de prentenboekverfilmingen uit. De serie is ook een paar jaar op het Belgische Ketnet te zien geweest.

## Uitgegeven titels
Uitgegeven videotitels (inclusief nieuwe titels in de Drommie videoreeks):
- De drie rovers
- Dokter de Soto (in de Drommie videoreeks uitgebracht onder de titel "Het allermooiste ei")
- Het lelijke jonge eendje
- De koe die in het water viel
- Kikker en het vogeltje
- Valentino de Kikker
- Tobbe Tedje
- Kwik Kwak Kwak
- Raad eens hoeveel ik van je hou
- Mevrouw Geit en haar zeven lieverdjes
- Williams Wonderlaarzen
- Tetkees zoekt een baby
- Monkie
- Rupsje Nooitgenoeg
- Woeste Willem
- Lars de kleine ijsbeer
- De nieuwe avonturen van Lars de kleine ijsbeer
- Wiele wiele stap
- Bot en Botje
- Ronja de roversdochter
- Pippi Langkous
- De Reuzenkrokodil
- De Tovervinger
- Gruwelijke Rijmen
- Rotbeesten
- ABC video
- Druktestad video
- 123 video
- Kleine beer gaat naar de maan
- Kleine beer gaat op ontdekkingsreis